# Васил Делов
 Тази статия е за българския военен.  За българския революционер вижте Васил Делов (революционер).  
Васил Петров Делов е български офицер, генерал-майор.

## Биография
Васил Делов е роден на 25 декември 1861 г. в град Котел в семейството на Петър Хаджиниколов и Теодора Кръстевич. Семейството по бащина линия е от рода на Георги Раковски. Майката е сестра на Гаврил Кръстевич. Начално образование получава в родния си град. Завършва Априловската гимназия (Габрово). Първоначално учи в родния си град, а след това в Габровската гимназия до нейното закриване. Тогава заминава за Тулча да учи.
По време на Руско-турската война (1877 – 1878) е в град Тулча. Тук се подготвя за следване в Русия при Сава Доброплодни. Овладява френски, немски и руски език. Секретар на Тулчанската българска община (1878).
През 1879 г. завършва с първия випуск на Военното училище в София. Действителна военна служба започва във 20-а пеша Варненска дружина (1879). Включва се активно в строителството на Българската армия. Издава „Редовите войници в пехотата“, която е първото ръководство за обучение в Българската армия. Последват „Ръководство за подофицери при изучаване на разсипния строй“,
„Окопи за пехота с рисунки“, „Ръководство за офицери при обучението по фехтовка“, „Таблица за бой с нож с рисунки“, „За дисциплинарните наказания и гимнастиката“. Награден е с Орден „За заслуга“. Ротен командир във варненската дружина.
През Сръбско-българска война (1885 е командир на 2-ра дружина от 8-и пехотен Приморски полк. В боя при Цариброд на 11 и 12 ноември командва участъка на връх Бабина глава. Под силния обстрел на противника, заел насрещния Нешков връх, решава да го атакува, въпреки разпореждането на главното командване да се изчакат подкрепления. В резултат на атаката върхът е превзет, а сръбската армия е принудена да се оттегли към Пирот. Награден е с Орден „За храброст“ IV степен. От 1889 г. е на служба в 24-ти пехотен черноморски полк като командир на дружина, на която длъжност е до 31 март 1892, когато е назначен за командир на 22-ри пехотен тракийски полк. На 14 февруари 1892 г. докато служи като командир на дружина от 24-ти полк е награден с орден „За заслуга“ „за усърдна и примерна служба“. От 2 януари 1893 командва 9-и пехотен Пловдивски полк. Полковник от 1896 г. Служи във Видинския гарнизон като командир 3-ти пехотен Бдински полк. Командир на 1-ва бригада от 6-а, а след това и на 2-ра бригада от 2-ра пехотна тракийска дивизия (1901 – 1912).
През Балканска война (1912 – 1913) е началник на Хасковския отряд. В битката при Кърджали изтласква турците на юг от река Арда и осигурява тила на 2-ра Българска армия при Одрин. След това е назначен за началник на 11-а пехотна Сборна дивизия. През март 1913 г., като началник на Южния отдел на Източния сектор участва в обсадата и щурма на Одринската крепост. Повишен е във военно звание генерал-майор.
В началото на Междусъюзническата война (1913) командва 11-а пехотна дивизия, а към края ѝ, в Кресненското сражение, е начело на Западнородопския отряд. От октомври 1914 г. е уволнен от действителна служба и преминава в запаса по собствено желание.
По време на Първата световна война (1915 – 1918) е началник на десета беломорска дивизионна област, генерал за поръчки в Министерството на войната и началник на 2-ра дивизионна област (1918). Излиза в оставка през 1919 г. Установява се със семейството си в Пловдив.

Пишейки спомените си през 1936 г. Делов отбелязва: 
| „ | За забелязване е един важен пропуск, че през Балканската война 1912/1913 г. и през Европейската война, при окупиране Македония от нашите войски, Македония трябваше да се провъзгласи за автономия и никой не можеше да се противопостави на това. През 1913 г. обявяването от нас на Съюзническата война по внушение на Австрия, за да се разтури Балканския съюз, беше една голяма грешка, защото против нас се обявиха: Турция, която окупира Тракия и Одрин, Румъния, Сърбия, Гърция и Черна гора. | “ |

Генерал-майор Васил Делов умира в Пловдив на 16 ноември 1938 г. В град Кърджали е изграден негов бюст-паметник.

## Семейство
Генерал-майор Васил Делов е женен и има 2 деца.

## Памет
На генерал-майор Васил Делов е наречена улица в квартал „Младост 2“ в София (Карта).

## Военни звания
- Прапоршчик (10 май 1879)
- Подпоручик (1 ноември 1879, преименуван)
- Поручик (30 август 1882)
- Капитан (30 август 1885)
- Майор (17 април 1887)
- Подполковник (1 януари 1892)
- Полковник (1 януари 1896)
- Генерал-майор (9 юли 1913)

## Награди
- Орден „За храброст“ III и IV степен, 2-ри клас
- Орден „Свети Александър“ III степен с мечове, IV и V степен
- Орден „За военна заслуга“ III и IV степен
- Орден „За заслуга“ (14 февруари 1892)
- Орден „Стара планина“ I степен с мечове, посмъртно[4]